# Adelina Drysdale Munro
Adelina Munro Drysdale (Buenos Aires, Argentina, 19 de septiembre de 1896 – Roma, Italia, 14 de diciembre de 1942). Era hija de Thomas James Drysdale y de Elisabeth Mary Munro. En su honor su abuelo materno Duncan MacKay Munro bautizó una estación de trenes del Ferrocarril Central Córdoba, que une Tucumán, Córdoba y Rosario con Buenos Aires, y que él administraba, dando su nombre actual a la localidad de Villa Adelina, en el partido de San Isidro, 20 km al norte de la ciudad de Buenos Aires.

## Historia
El abuelo paterno de Adelina, José Drysdale, nacido en Escocia en 1841 se había radicado con su familia paterna en Argentina antes de 1860 convirtiéndose en un próspero comerciante. El padre de Adelina, Tomás Diego Drysdale nació en Londres en 1869, transladándose a Argentina luego de terminar sus estudios. 
José falleció en Buenos Aires en 1888. 

Tomás Drysdale contrajo enlace con Elisa María Munro, nacida en 1869 e hija del viudo escocés Duncan Mackay Munro, quién era administrador del Ferrocarril Central Córdoba, del Ferrocarril Córdoba a Rosario, y del Ferrocarril Noroeste Argentino, así como de los tranvías a vapor de Rafaela en la provincia de Santa Fe. En 1894 Duncan fue designado viceconsul inglés en Córdoba.
En la casa de Tomás y Elisa María, en la calle Tucumán 612 de la ciudad de Buenos Aires, nació Adelina el 19 de septiembre de 1896. Dos días más tarde se la inscribió en el Registro Civil con el nombre de Drysdale, Adelina Munro, con «Munro» como segundo nombre, como consta en el acta 197267, foja 38 de 1896, debido a que los ingleses anteponían el apellido materno.
Tomás Diego Drysdale, el padre de Adelina, falleció en Buenos Aires, el 28 de marzo de 1897, de fiebre tifoidea. Seis años después de enviudar, Elisa Munro contrajo enlace con el conde italiano Francesco Bottaro Costa, ministro plenipotenciario de Italia en la Argentina. La firma del acta de matrimonio se realizó el 23 de julio de 1903, en la casa de la calle Florida 25, donde vivía Elisa María con sus hijos.
Poco después de la boda, la nueva familia de Adelina viajó a Europa, a raíz de que, en noviembre de 1906, el conde Bottaro Costa, fuera nombrado embajador en los EE. UU., siguiéndole a este varios otros cargos diplomáticos, hasta que al comenzar la guerra de 1914, fue relevado de dichas funciones, nombrándolo con el título honorífico de Embajador.

## Radicación en Italia
En Roma, la familia se relacionó muy bien con la nobleza europea, siendo Adelina, a los 18 años nombrada «Dama de Palacio» por la Reina. Su madre utilizó muy bien estas relaciones para casar a Adelina con el príncipe Mario Colonna, duque de Rignano, hijo de uno de los más acaudalados nobles de la región, Prospero Colonna, senador, alcalde de Roma y Mayor del ejército. La boda se celebró el 10 de septiembre de 1917. De este matrimonio nacieron cinco hijos:
- María Vittoria, nacida en Roma el 2 de agosto de 1918, esposa de Francesco Mario Theodoli, de la familia de San Vito.
- Oddone, nacido en Roma el 22 de octubre de 1919, duque de Rignano (1938). Casado con María Luisa Bergozzi en 1944.
- Fabio, nacido en Roma el 11 de marzo de 1921, casado con Elisabetta Galletti en 1946.
- Stefano, nacido en Roma el 7 de septiembre de 1924. Casado con Diana Hierschel de Minerbi en 1967.
- Livia, nacida en Roma el 7 de agosto de 1932, esposa de Paolo Cenci-Bolognetti, príncipe de Vicovaro.

## Fallecimiento
Luego de un largo padecimiento, a causa de una enfermedad que nunca fue correctamente diagnosticada, Adelina falleció en Roma, Italia, el 14 de diciembre de 1942, a los 46 años de edad.